# Strahovlje
Strahovlje – wieś w Słowenii, w gminie Zagorje ob Savi. W 2018 roku liczyła 71 mieszkańców.